# Erich Hüttenhain
Erich Hüttenhain (* 26. Januar 1905 in Siegen; † 1. Dezember 1990 in Brühl) war ein deutscher Kryptologe und gilt als führender Kryptoanalytiker im Dritten Reich. Er war Abteilungsleiter des OKW/Chi, der Chiffrierabteilung des Oberkommandos der Wehrmacht und später langjähriger Leiter der an den Bundesnachrichtendienst angegliederten Zentralstelle für das Chiffrierwesen (ZfCh).

## Leben und Wirken
Hüttenhain war der Sohn eines Konrektors und studierte nach dem Abitur 1924 in Siegen an der Universität Marburg, der Johann Wolfgang Goethe-Universität Frankfurt am Main und der Universität Münster. Er studierte Mathematik bei Heinrich Behnke (1898–1979) und Astronomie bei Martin Lindow (1880–1967), dem Leiter der Universitätssternwarte zu Münster, und wurde 1933 in Münster mit der Arbeit „Räumliche infinitesimale Bahnen um die Librationspunkte im Geradlinien-Fall der (3+1)-Körper“ in Astronomie bei Lindow promoviert. 1936 wurde er Referent in der Chiffrierabteilung (Chi) des OKW, wo er vom Leiter Min.Rat. Wilhelm Fenner eingestellt wurde, nachdem er ein eigenes Chiffrierverfahren eingesandt hatte. Bei OKW/Chi war er zuletzt als Regierungsrat Leiter der Gruppe IV Analytische Kryptanalyse.
Während seiner Zeit in OKW/Chi gelang ihm unter anderem die Entzifferung der japanischen Purple-Chiffriermaschinen (wie in den USA William Frederick Friedman). Ihm und seinen Mitarbeitern gelang auch zeitweise die Entzifferung US-amerikanischer Rotormaschinen, wie der M 138 A und der M-209 in Nordafrika. Als die US-Amerikaner aber ihrerseits durch Entzifferung italienischer Chiffren davon erfuhren, stellten sie ihr System um (unter anderem die von Friedman konzipierte Sigaba) und es gelang Hüttenhain kein weiterer Einbruch.
Nach Kriegsende wurde er vom TICOM in die USA gebracht. Für die US-Amerikaner baute er unter anderem eine Maschine (die schon von den Deutschen im Zweiten Weltkrieg benutzt worden war), die sowjetische Rotormaschinen-Verschlüsselungen entzifferte. Er erstellte auch Berichte über die Erfolge der Deutschen auf kryptographischem Gebiet im Zweiten Weltkrieg (wie Entzifferung des französischen Marine-Codes, der polnischen Diplomaten-Chiffre oder zur Sicherheit der Enigma und des Geheimschreibers). Nach seiner Rückkehr gründete er 1947 die „Studiengesellschaft für wissenschaftliche Arbeiten“ innerhalb der Organisation Gehlen, die den Grundstein für die spätere Zentralstelle für das Chiffrierwesen (ZfCh) des Bundesnachrichtendienstes bildete. Sein Pseudonym bei der Organisation Gehlen war Erich Hammerschmidt. Bei der ersten offiziellen kryptographischen Dienststelle der Bundesregierung, dem Referat 114 im Außenministerium, geleitet von Adolf Paschke und 1950 gegründet, war er im wissenschaftlichen Beirat. 1956 bis 1970 leitete er als Ministerialdirigent die Zentralstelle für das Chiffrierwesen, wo zunächst Wilhelm Göing und ab 1972 Otto Leiberich sein Nachfolger war. Ein erklärtes Ziel von Hüttenhain war, dass im Gegensatz zu seinen Erfahrungen im Dritten Reich mit zahlreichen voneinander unabhängigen Stellen alle Fäden für die Bewertung kryptographischer Verfahren bei einer Dienststelle lagen.
In die Amtszeit von Hüttenhain als Leiter der ZfCh fällt der Beginn der Operation Rubikon von BND und amerikanischer Central Intelligence Agency (CIA). Dabei erwarben BND und CIA insgeheim die schweizerische Crypto AG, einen Anbieter für Verschlüsselungslösungen, und verkauften deren manipulierte Verschlüsselungstechnik (CX-52) während Jahren an Staaten und Unternehmen weltweit. Dies sollte den beteiligten Nachrichtendiensten eine erleichterte Entzifferung erlauben. Presseberichte weisen darauf hin, dass die ZfCh innerhalb des BND bei der Operation Rubikon eine wichtige Rolle gespielt hat.
Hüttenhain wurde während seines Studiums Mitglied der Marburger Burschenschaft Arminia und wurde 1926 Gründungsbursche der Frankfurter Burschenschaft Arminia.
Hüttenhain hinterließ ein Manuskript, das er etwa 1970 schrieb und in dem er aus seinen Erfahrungen als Kryptologe berichtet.

## Schriften
- Räumliche infinitesimale Bahnen um die Librationspunkte im Geradlinien-Fall der (3+1)-Körper. In: Astronomische Nachrichten. Band 250, Nr. 18, 1933, S. 297–316, doi:10.1002/asna.19332501802.
- Untersuchungen über die Stabilität infinitesimaler Bahnen um Librationspunkte. In: Astronomische Nachrichten. Band 254, Nr. 17, 1934, S. 281–296, doi:10.1002/asna.19342541702.
- Stabile Librationslösungen und Null-Geschwindigkeitsflächen. In: Astronomische Nachrichten. Band 259, Nr. 10, 1936, S. 149–158, doi:10.1002/asna.19362591002.
- Erich Hüttenhain: Zur Geheimschrift Jung-Stillings. In: Siegerland. Blätter des Siegerländer Heimatvereins e. V. Band 48, Heft 2, Juli 1971, S. 37–42.
- Die Geheimschriften des Fürstbistums Münster unter Christoph Bernhard von Galen 1650–1678 (= Schriften der Historischen Kommission Westfalens. Band 9). Aschendorff Verlag, Münster 1974, ISBN 3-402-05609-7.
- Erfolge und Mißerfolge der deutschen Chiffrierdienste im Zweiten Weltkrieg. In: Jürgen Rohwer, Eberhard Jäckel (Hrsg.): Die Funkaufklärung und ihre Rolle im 2. Weltkrieg. Eine internationale Tagung in Bonn-Bad Godesberg und Stuttgart vom 15.–18. November 1978. Motorbuch Verlag, Stuttgart 1979, ISBN 3-87943-666-5, S. 100–116.